# 上野憲正
上野憲正（うえの のりまさ、1944年11月28日 - 2008年1月22日）は、日本の政治活動家、大蔵官僚。
北海道財務局長、大蔵省大臣官房審議官（大臣官房担当）、総理府行政改革委員会事務局首席参事官、大蔵省大臣官房企画調整主幹などを務めた。

## 来歴
埼玉県出身。東京都立九段高等学校、東京大学経済学部卒業。1968年 大蔵省入省（主計局調査課）。1973年7月 滝川税務署長。
1989年6月 内閣官房内閣調査官（内閣情報調査室）。1992年6月26日 北海道財務局長。1993年6月25日 大臣官房参事官（大臣官房担当）。1994年9月1日 大臣官房参事官（大臣官房担当）兼大臣官房審議官（大臣官房担当）。
同年12月19日 総理府内閣総理大臣官房参事官兼総理府行政改革委員会事務局首席参事官。1997年12月18日 大臣官房企画調整主幹。1998年3月 退官。
同年4月 雇用促進事業団理事。2003年4月の北海道知事選挙にも立候補した。
心不全のため札幌市内の自宅で死去。

## 略歴
- 1968年4月：大蔵省入省（主計局調査課）[2]。
- 1969年7月：大臣官房調査企画課。
- 1970年6月：日本貿易振興会総務部。
- 1972年7月：国際金融局総務課企画調整係長[4]。
- 1973年7月：滝川税務署長。
- 1974年7月：大臣官房付（外務研修）。
- 1975年7月：大臣官房秘書課長補佐。
- 1975年7月：外務省在東ドイツ日本大使館二等書記官。
- 1978年4月：外務省在東ドイツ日本大使館一等書記官。
- 1978年7月：国際金融局企画課長補佐。
- 1980年7月：中国財務局理財部長。
- 1981年7月：大臣官房地方課長補佐。
- 1983年5月：日本貿易振興会チューリッヒ事務所長。
- 1986年7月：大臣官房企画官 兼 国際金融局総務課。
- 1987年7月：理財局国有財産第二課長。
- 1988年6月：関税局輸入課長。
- 1989年6月：内閣官房内閣調査官（内閣情報調査室）。
- 1992年6月26日：北海道財務局長。
- 1993年6月25日：大臣官房参事官（大臣官房担当）。
- 1994年9月1日：大臣官房参事官（大臣官房担当） 兼 大臣官房審議官（大臣官房担当）。
- 1994年12月19日：総理府内閣総理大臣官房参事官 兼 総理府行政改革委員会事務局首席参事官。
- 1997年12月18日：大臣官房企画調整主幹。
- 1998年3月：退官。